# Николс, Нишель
Нише́ль Ни́колс (англ. Nichelle Nichols, при рождении Грейс Делл Николс (англ. Grace Dell Nichols; 28 декабря 1932, Роббинс, Иллинойс — 30 июля 2022[…], Силвер-Сити, Грант, Нью-Мексико) — американская актриса, певица и актёр озвучивания. До начала актёрской карьеры выступала с Дюком Эллингтоном и Лайонелом Хэмптоном. Наиболее известная роль — офицер связи лейтенант Нийота Ухура на борту «Энтерпрайза» (англ. Enterprise NCC-1701) в популярном сериале Star Trek, а также в последующих полнометражных фильмах, где её героиня в конечном счёте дослужила до звания коммандера в Звёздном флоте.

## Биография

### Юные годы
Нишель родилась в деревне Роббинс, неподалёку от Чикаго, в семье Сэмуэля Ерла Николса (англ. Samuel Earl Nichols), рабочего, который также являлся мэром и главным городским судьей, и Лиши (Паркс) Николс (англ. Lishia (Parks) Nichols). Позже её семья переехала в квартиру в Чикаго.
Николс училась в Чикаго, а также в Нью-Йорке и Лос-Анджелесе. Её прорыв связан с участием в мюзикле Kicks and Co. Оскара Брауна младшего, разрекламированном, но неудавшемся. В завуалированной сатире на журнал Playboy Нишель сыграла Хазель Шарп (англ. Hazel Sharpe), страстную королеву кампуса, которую дьявол и журнал Orgy Magazine (букв. Журнал Оргии) подвергают искушениям, с тем чтобы она стала «Девушкой оргии месяца».
Несмотря на то, что постановка была закрыта сразу же после пробного показа в Чикаго, по иронии судьбы игра Нишель привлекла внимание издателя журнала Playboy Хью Хефнера. Он был настолько впечатлён её внешностью, что пригласил в свой Чикагский Playboy клуб.
Находясь в Чикаго и Нью-Йорке, она выступала в мюзиклах Blue Angel, как танцовщица и певица, Porgy and Bess и Carmen Jones (в роли Кармен). Между съёмками и гастролями Николс эпизодически работала моделью.
В январе 1967 Нишель попала на обложку журнала Ebony, и ей были посвящены две тематические статьи журнала на протяжении 5 лет.
Нишель гастролировала по США, Канаде и в Европе с группами Дюка Эллингтона и Лайонела Хэмптона. На западном побережье она сыграла в мюзиклах «Рёв грима — запах толпы» (англ. The Roar of the Greasepaint—the Smell of the Crowd), «Для моих людей»; получила высокую оценку за свою роль в постановке Джеймса Болдуина «Блюз для мистера Чарли». Перед тем как попасть на роль лейтенанта Ухуры в «Звёздный путь», была приглашённым артистом в первых телевизионных сериях «Лейтенанта» (англ. The Lieutenant) продюсера Джина Родденберри.

### «Звёздный путь»
Роль в «Звёздном пути», за которую Николс получила признание и популярность, стала одним из первых случаев, когда чёрная женщина в сериале снимается не в роли обслуги; даже её второстепенная роль офицера на мостике была беспрецедентной. В течение первого года съёмок у Николс был большой соблазн покинуть сериал из-за чувства незначительности своей роли, однако после разговоров с доктором Мартином Лютером Кингом она передумала.
По словам Нишель, Кинг настаивал на том, чтобы она осталась в сериале, и говорил, что он большой его поклонник. Также он советовал ей «не сдаваться», потому что она является образцом для подражания для чёрных детей и молодых женщин по всей стране, так же как и для остальных детей, которые видят, что афроамериканцы появляются на экране на равных. Часто отмечается, что Кинг добавлял: «Как только дверь открыта кем-то, никто уже не может её снова закрыть».
Бывший астронавт НАСА Мэй Джемисон приводила роль лейтенанта Ухуры в качестве примера для вдохновения желающих стать астронавтом; Вупи Голдберг также заявляла о влиянии на неё роли Николс. Голдберг просила роль в «Звёздном пути: Следующее поколение», и её персонаж — Гайнан, Эль-Аурелианская барменша, была специально создана для неё в сериях с участием Джемисон. Сама Николс после закрытия проектов по «Звёздному пути» стала волонтёром НАСА.

## Личная жизнь
В своей автобиографии Николс написала, что в 1960-х годах в течение нескольких лет у неё были романтические отношения с создателем «Звёздного пути» Джином Родденберри. Она также сообщила, что роман закончился задолго до начала «Звёздного пути». В своей книге она также сообщила, что в 1959 году у неё были «короткие, бурные, захватывающие отношения» с Сэмми Дэвисом-младшим.
Николс дважды была замужем. В 1951 году она вышла замуж за танцовщика Фостера Джонсона (1917–1981), с которым развелась в том же году. 14 августа 1951 года у них родился сын Кайл Джонсон, ставший актёром. В 1968 году актриса вышла замуж за Дюка Монди, брак с которым продлился до развода в 1972 году.
В 2015 году актриса перенесла инсульт, а в 2018 году ей диагностировали деменцию.
Николс умерла от сердечной недостаточности в Силвер-Сити, штат Нью-Мексико, 30 июля 2022 года в возрасте 89 лет. Её прах должны отправить в космос вместе с прахом Меджел Баррет и Дугласа Трамбалла.

## Фильмография
| Год       |     | Русское название                              | Оригинальное название                         | Роль                         |
| --------- | --- | --------------------------------------------- | --------------------------------------------- | ---------------------------- |
| 1959      | ф   | Порги и Бесс                                  | Porgy and Bess                                | танцовщица                   |
| 1964      | тф  | —                                             | Great Gettin’ Up Mornin’                      | Джоан Логан                  |
| 1964      | с   | Лейтенант                                     | The Lieutenant                                | Норма Бартлетт               |
| 1966      | ф   | Сделано в Париже                              | Made in Paris                                 | Элеанор                      |
| 1966      | с   | Пейтон-Плейс                                  | Peyton Place                                  | медсестра                    |
| 1966      | ф   | Мистер Буддвинг                               | Mister Buddwing                               | играющая в кости             |
| 1966      | с   | Тарзан                                        | Tarzan                                        | Руана                        |
| 1966—1969 | с   | Звёздный путь: Оригинальный сериал            | Star Trek: The Original Series                | Ухура                        |
| 1967      | ф   | Доктор, Вы должно быть шутите                 | Doctor, You’ve Got to Be Kidding!             | Дженни Риббок                |
| 1970      | с   | —                                             | Insight                                       | Элли                         |
| 1971      | с   | —                                             | The D.A.                                      | н/д                          |
| 1973—1974 | мс  | Звёздный путь: Анимационный сериал            | Star Trek: The Animated Series                | Ухура                        |
| 1974      | ф   | Трак Тёрнер                                   | Truck Turner                                  | Доринда                      |
| 1979      | ф   | Звёздный путь                                 | Star Trek: The Motion Picture                 | Ухура                        |
| 1982      | ф   | Звёздный путь 2: Гнев Хана                    | Star Trek II: The Wrath of Khan               | лейтенант Ухура              |
| 1984      | ф   | Звёздный путь 3: В поисках Спока              | Star Trek III: The Search for Spock           | Ухура                        |
| 1984      | тф  | Антоний и Клеопатра                           | Antony and Cleopatra                          | председатель                 |
| 1986      | ф   | Сверхъестественное                            | The Supernaturals                             | сержант Леона Хокинс         |
| 1986      | ф   | Звёздный путь 4: Дорога домой                 | Star Trek IV: The Voyage Home                 | Ухура                        |
| 1988      | с   | Староста класса                               | Head of the Class                             | в роли самой себя            |
| 1989      | ф   | Звёздный путь 5: Последний рубеж              | Star Trek V: The Final Frontier               | Ухура                        |
| 1991      | ф   | Звёздный путь 6: Неоткрытая страна            | Star Trek VI: The Undiscovered Country        | Ухура                        |
| 1991      | кор | —                                             | Star Trek Adventure                           | Ухура                        |
| 1992      | ки  | —                                             | Star Trek: 25th Anniversary Enhanced          | Ухура                        |
| 1992      | с   | —                                             | Inside Space                                  | ведущая                      |
| 1993      | с   | Специальные предложения на выходные           | ABC Weekend Specials                          | Стелла                       |
| 1993      | ки  | —                                             | Star Trek: Judgment Rites                     | Ухура                        |
| 1994      | мс  | Бэтмен                                        | Batman: The Animated Series                   | Тот Хепера                   |
| 1994—1996 | мс  | Гаргульи                                      | Gargoyles                                     | Дайан Маза                   |
| 1995      | мф  | Приключения капитана Зума в открытом космосе  | The Adventures of Captain Zoom in Outer Space | Саган                        |
| 1997      | мс  | Человек-паук                                  | Spider-Man: The Animated Series               | Мириам                       |
| 1999      | кор | —                                             | A Stitch in Time                              | Харви                        |
| 2000      | с   | Добро против зла                              | G vs E                                        | мама Генри                   |
| 2000      | мс  | Приключения Базза Лайтера из звёздной команды | Buzz Lightyear of Star Command                | шеф                          |
| 2000—2002 | мс  | Футурама                                      | Futurama                                      | в роли самой себя            |
| 2002      | ф   | Снежные псы                                   | Snow Dogs                                     | Амелия                       |
| 2003      | кор | —                                             | Roddenberry on Patrol                         | Грейс                        |
| 2004      | ф   | —                                             | Surge of Power: The Stuff of Heroes           | Омен                         |
| 2005      | ф   | Ну что, приехали?                             | Are We There Yet?                             | мисс Мейбл                   |
| 2007      | с   | Герои                                         | Heroes                                        | Нана Доусон                  |
| 2007      | в   | Звёздный путь людей и богов                   | Star Trek: Of Gods and Men                    | Ухура                        |
| 2008      | ф   | —                                             | Lady Magdalene’s                              | леди Магдален / певица Мэгги |
| 2008      | ф   | Истина в любви                                | Tru Loved                                     | бабушка                      |
| 2008      | ф   | —                                             | The Torturer                                  | Док                          |
| 2008      | кор | —                                             | Mirror Universe: Part 1                       | н/д                          |
| 2009      | с   | —                                             | The Cabonauts                                 | Си Джей                      |
| 2010      | тф  | Скуби-ду 4: Проклятье озёрного монстра        | Scooby-Doo! Curse of the Lake Monster         | сенатор                      |
| 2012      | ф   | —                                             | This Bitter Earth                             | мисс Клара Уоткинс           |
| 2014      | ки  | —                                             | Family Guy: The Quest for Stuff               | Ухура                        |
| 2016      | ф   | —                                             | Surge of Power: Revenge of the Sequel         | Омен                         |
| 2016      | с   | Молодые и дерзкие                             | The Young and the Restless                    | Люсинда Уинтерс              |
| 2017      | с   | Звёздный путь: Отступники                     | Star Trek: Renegades                          | адмирал Грейс Джемисон       |
| 2017      | с   | По-собачьи                                    | Downward Dog                                  | Диджей Дивайн                |
| 2017      | с   | —                                             | Renegades                                     | адмирал Грейс Джемисон       |
| 2017      | тф  | Акулий торнадо 5: Глобальное роение           | Sharknado 5: Global Swarming                  | генеральный секретарь Старр  |
| 2017      | с   | —                                             | 12 to Midnight                                | Девора                       |
| 2018      | ф   | Белая орхидея                                 | White Orchid                                  | Тереза                       |
| 2018      | ф   | —                                             | Mr. Malevolent                                | таинственная женщина         |
| 2019      | ф   | —                                             | Surge of Dawn                                 | Омен                         |